# Алонсо де Суньига и Асеведо Фонсека
Алонсо де Суньига-и-Асеведо Фонсека (исп. Alonso de Zúñiga y Acevedo Fonseca; 1496—1559, Сантьяго-де-Компостела) — испанский дворянин из дома Суньига, 3-й граф де Монтеррей (1526—1559), сеньор де Бьедма, Уллоа, каса де ла Рибера, старший перигеро Сантьяго, старший аделантадо Касорлы, служил императору Священной Римской империи Карлу V, которого сопровождал на его коронацию в Болонье и на помощь осажденной султаном Сулейманом Вене, воздвиг монументальный дворец Монтеррей в Саламанке.

## Происхождение
Родился в 1496 году. Сын Франсиски де Суньига-и-Санчес де Уллоа (ок. 1475 — 1526), 2-й графини Монтеррей (1503—1526), сеньоры де Бьедма, Уллоа, каса де ла Рибера, и её мужа Диего де Асеведо-и-Фонсека, 2-го сеньора Бавилафуэнте.
Алонсо женился на Марии Пиментель де Мендоса, дочери Алонсо Пиментель-и-Пачеко, 5-го графа и 2-го герцога Бенавенте, и его второй жены Инес Энрикес де Мендоса-и-Суньига, дочери Педро Гонсалеса де Мендоса-и-Луна, 1-го графа Монтеагудо-де-Мендоса, и его жены Изабель де Суньига-и-Авельянеда. Его бабушка Изабель была дочерью Диего Лопеса де Суньиги, графа Миранда-дель-Кастаньяр, и Марии Очоа де Авельянеда. У них было потомство, их первенец, Херонимо (1522—1562), унаследовавший их состояния и титулы и служивший 4-м графом Монтеррей; Алонсо, ставший аббатом монастыря Тринидад (Оренсе), Диего умер неженатым. Алонсо также оставил троих внебрачных детей, одним из них был Диего де Суньига-и-Асеведо, капитан копий, которого отец отправил с отрядом за свой счет на помощь осажденному французами Перпиньяну.

## На службе у императора Священной Римской империи Карла V
Алонсо сопровождал императора Священной Римской империи Карла V на его коронацию папой Климентом VII в Болонье. Они покинули Барселону в конце июля 1529 года, прибыли в Геную 6 августа и вошли в Болонью 6 декабря. 22 февраля 1530 года император получил от папы Климента VII Железную корону Ломбардии, а 24 августа — корону и знаки отличия Священной Римской империи. Помогал императору Карлу V в освобождении Вены в 1532 году, осажденной турецким султаном Сулейманом I «Великолепным».

## Наследование и покровительство
В базилике Сан-Лоренсо «Эль-Майор» в Неаполе его герб находится во входной комнате базилики в память о работах по реконструкции, которые проводились во время его пребывания в этом городе.
В 1539 году он построил монументальный Паласио-де-Монтеррей в Саламанке, спроектированный архитектором Родриго Хилем де Онтаньоном. Дворец имеет квадратную форму с башнями по углам и центральным патио. В его время была построена только четверть проекта. По королевской уступке от 17 февраля 1540 года он получил право продавать или проводить перепись активов своего поместья. Его второй внук Мануэль Алонсо де Суньига Асеведо-и-Фонсека в 1640 году попытался осуществить первоначальный план, но безуспешно. Сооружение начали строить 18 января 1539 года и выполнили мастера Педро де Ибарра и Педро Мигель де Агирре.
Граф Алонсо, житель Вальядолида, гуманист, покровитель и друг Франсиско де Борха, настоятеля иезуитских монастырей в Испании, решил основать иезуитский колледж в Монтеррее (Оренсе). Учредительный акт Коллегии де ла Компанья де Хесус Сан — Хуан Баутиста де Верин был подписан в 1555 году, а строительные работы были завершены в 1556 году. Он также был покровителем Колледжа Фонсека в Сантьяго-де-Компостела, основанного его дядей Алонсо де Фонсека-и-Ульоа (1475—1534), архиепископом Сантьяго, архиепископом Толедо и примасом Испании, и с одобрения папы римского Климента VII буллой 15 марта 1526 года. Colegio Fonseca был матрицей нынешнего Университета Сантьяго-де-Компостела.
У графа Алонсо были серьезные разногласия с Фернандо Руисом де Кастро-и-Португалом, 4-м графом Лемоса, 1-м маркизом Саррия, женатым на племяннице Алонсо, Терезе де Андраде Суньига-и-Ульоа, по поводу владения аббатством Конвенто-де-ла-Тринидад (Оуренсе). Он выиграл спор между двумя домами, и его сын Алонсо стал его аббатом.
Граф Алонсо унаследовал Adelantamiento de Cazorla от своего дяди Алонсо де Фонсека-и-Ульоа, и после смерти его матери в 1526 году он стал 3-м графом Монтеррей, сеньором Бьедма, Уллоа, каса де ла Рибера, а затем его отцу, умершему в 1496 году, из имений Асеведо и Фонсека. Актом от 22 ноября 1556 года он основал поместье. Граф Алонсо умер в 1559 году в Сантьяго-де-Компостела и был похоронен в Верине, в церкви Общества Иисуса, которую он основал.